# Guimps
Guimps település Franciaországban, Charente megyében. Lakosainak száma 495 fő (2022. január 1.). Guimps Barret, Brie-sous-Archiac, Saint-Ciers-Champagne, Saint-Eugène és Montmérac községekkel határos.

## Népesség
A település népessége az elmúlt években az alábbi módon változott:
| Lakosok száma | 603  | 478  | 508  | 504  | 474  | 474  | 477  | 482  | 485  | 495  |
|               | 1968 | 1982 | 1990 | 2006 | 2013 | 2015 | 2017 | 2019 | 2020 | 2022 |